# Istanbul (film, 1964)
Pour plus de détails, voir Fiche technique et Distribution.
Istanbul est un film français réalisé par Maurice Pialat, sorti en 1964.

## Synopsis
Istanbul, la vie de ses quartiers et de sa population.

## Fiche technique
- Titre : Istanbul
- Réalisation : Maurice Pialat
- Scénario : Maurice Pialat
- Commentaire dit par Pierre Asso
- Société de production : Como-Films
- Photographie : Willy Kurant
- Montage : Bob Wade
- Pays de production : France
- Format : Noir et blanc - Mono - 35 mm
- Durée : 13 min
- Date de sortie : 
  - France : 1964
- Visa : 27366 (délivré le 31 octobre 1963)